# Microlaophonte spongicola
Microlaophonte spongicola är en kräftdjursart som beskrevs av Vervoort 1964. Microlaophonte spongicola ingår i släktet Microlaophonte och familjen Laophontidae. Inga underarter finns listade i Catalogue of Life.